# Julie Mayaya
Julie Mayaya Nzal A Nka (n. 17 februarie 1986, Iași, România) este o cântăreață română și câștigătoarea celui de-al doilea sezon al emisiunii-concurs Vocea României.

## Copilăria, studiile și activitatea muzicală
Născută la Iași dintr-o mamă româncă și un tată congolez,
Julie a început să cânte la vârsta de 5 ani în corul școlii. În 2000, Mayaya a început să colaboreze cu Victor Lavric și formația lui, VLP Project. În adolescență, a cântat la nunți și la petreceri, fără să facă, însă, studii muzicale.
După absolvirea Liceului „Grigore C. Moisil” din Iași, a urmat studiile Universității Spiru Haret din București, unde s-a specializat pe matematică, informatică și drept civil. În ciuda împotrivirilor părinților săi, a refuzat să profeseze în domeniul informaticii și a ales muzica.
Împreună cu VLP Project, Mayaya a înregistrat melodiile „Zi după zi” (2002) și „Te aștept să mai visăm” (2004), fiecare având și câte un videoclip, dar aceste două piese nu s-au bucurat de succes comercial.
A contribuit și la mixul „Feelin' Right” (2011) al DJ-ului Raoul Russu.

## Influențe
Julie Mayaya susține că Tina Turner este personalitatea care i-a influențat cel mai mult stilul. Îi place și muzica Ettei James, dar crede că atmosfera degajată de Turner este unică.

## Participarea laVocea României
În 2012, la sfatul prietenilor, s-a înscris la concursul Vocea României, fiind încurajată de succesul relativ al prietenului său, Iulian Canaf, la ediția din 2011 a aceluiași concurs. A apărut în cel de-al patrulea episod al sezonului 2 interpretând piesa „Hurt” a Christinei Aguilera și întorcând scaunele tuturor celor 4 jurați, în etapa „audițiilor pe nevăzute”. A continuat competiția alături de Horia Brenciu, remarcându-se pe piese soul și jazz și fiind asemănată cu Tina Turner.
A câștigat concursul pe 26 decembrie 2012, devenind prima persoană de sex feminin care a câștigat competiția. Artista și-a cumpărat un apartament din premiul de 100 000€.

### Melodii interpretate în concurs
| Nr. | Piesă                                                                      | Interpret original                | Data episodului   |
| --- | -------------------------------------------------------------------------- | --------------------------------- | ----------------- |
| 1   | „Hurt”                                                                     | Christina Aguilera                | 19 octombrie 2012 |
| 2   | „Black or White” (împreună cu Ovidiu Lazăr)                                | Michael Jackson                   | 20 noiembrie 2012 |
| 3   | „Ochii tăi”                                                                | Elena Cârstea                     | 1 decembrie 2012  |
| 4   | „Something's Got a Hold on Me”                                             | Etta James                        | 4 decembrie 2012  |
| 5   | „(You Make Me Feel Like) A Natural Woman”                                  | Aretha Franklin                   | 14 decembrie 2012 |
| 6   | „Freedom! '90” (împreună cu Irina Tănase)                                  | George Michael                    | 14 decembrie 2012 |
| 7   | „Je t'aime”                                                                | Lara Fabian                       | 26 decembrie 2012 |
| 8   | Colaj (împreună cu Andi Moisescu)                                          | Colaj (împreună cu Andi Moisescu) | 26 decembrie 2012 |
| 8   | „Vânzătoarea de plăceri”                                                   | Nelu Ploieșteanu                  | 26 decembrie 2012 |
| 8   | „Fetițele din București”                                                   | Gică Petrescu                     | 26 decembrie 2012 |
| 8   | „Suflet candriu de papugiu”                                                | Gică Petrescu                     | 26 decembrie 2012 |
| 8   | „Sanie cu zurgălăi”                                                        |                                   | 26 decembrie 2012 |
| 8   | „Strada speranței”                                                         | Corina Chiriac                    | 26 decembrie 2012 |
| 8   | „Morărița”                                                                 |                                   | 26 decembrie 2012 |
| 8   | „O lume minunată”                                                          | Mihai Constantinescu              | 26 decembrie 2012 |
| 9*  | „Cose della vita – Can't Stop Thinking of You” (împreună cu Horia Brenciu) | Eros Ramazzotti și Tina Turner    | 26 decembrie 2012 |

* Reluată după câștigarea concursului.

## DupăVocea României
Mayaya a fost invitată specială în numeroase concerte ale antrenorului său de la Vocea României, Horia Brenciu. Pe lângă aceste spectacole, colaborarea dintre Brenciu și Mayaya a mai produs și o piesă în duet intitulată „Kiss on My Lips”, lansată pe 11 februarie 2013.
Single-ul său de debut "Stay" a intrat în data de 21 ianuarie 2014 pe poziția #75 a celor mai difuzate piese din România.
| Predecesor: Ștefan Stan | Câștigătoare a concursului Vocea României 2012 | Succesor: Mihai Chițu |